# Straße der Lieder
Straße der Lieder war eine von der ARD von 1995 bis 2008 im Abendprogramm ausgestrahlte musikalische Unterhaltungssendung mit dem Untertitel Musikalische Reise …; dann folgte der Name der besuchten Region oder die Reiseroute (siehe unten). Der produzierende Sender war bis 1998 der Süddeutsche Rundfunk, anschließend der neu gegründete Südwestrundfunk.

## Konzeption
Hauptakteure der Sendung waren die Fischer-Chöre mit ihrem Dirigenten Gotthilf Fischer. In jeder Sendung fuhren sie, bzw. ein Teil der Chöre, mit einem Oldtimer-Bus (verschiedene Busse von SETRA oder Neoplan, Baujahre um 1960) in das jeweilige Sendegebiet, wobei das speziell für die Sendereihe geschriebene Lied mit dem gleichen Titel wie die Sendung gesungen wurde. Dadurch hatte diese einen hohen Wiedererkennungswert.
An den schönsten Stellen der Region oder Reiseroute, zu denen Erläuterungen gegeben wurden, traten zahlreiche Künstler als Gäste auf. Die Spannweite der Musiktitel reichte vom Volkslied über Schlager bis zur populären Klassik.
Ab 2003 wurde Gotthilf Fischer bei der Präsentation der Sendung von Eva Lind unterstützt, die auch oft selbst Lieder beisteuerte.

## Sendetermine
Die ARD strahlte die Sendung ab dem 15. September 1995 jeweils sonnabends in unregelmäßiger Folge mit bis zu fünf Sendungen pro Jahr aus. Sie lief häufig parallel zu Wetten, dass..? des ZDF. Sie konnte zwar dessen Einschaltquoten nicht überbieten, erreichte aber so viel, dass ihr Sendeplatz gesichert war.
Eine Absetzung der Sendung aus Altersgründen wurde bereits im Oktober 2007 angekündigt. Nach 40 Sendungen wurde die Reihe im Februar 2008 eingestellt.
2009 und 2010 liefen einzelne Wiederholungen in den 3. Programmen. In der Sendereihe „Musikalische Reise“, die seit 2010 vom SWR produziert und von Markus Brock moderiert wird, sind im musikalischen Rahmenprogramm hauptsächlich Ausschnitte aus der „Straße der Lieder“ zu sehen. Die Sendungen wurden in mehreren Dritten Programmen der ARD ausgestrahlt.

## Aufzeichnungsorte
Den folgenden Regionen und Reiserouten waren Sendungen gewidmet:
(Auflistung in der Reihenfolge der Ausstrahlung. Quelle:SWR Media Services)
- Im Remstal
- Rund um den Bodensee
- Im Schwarzwald
- Auf die Schwäbische Alb
- Durch das Allgäu
- Am Neckar
- Durch die Pfalz
- Vom Bodensee nach Basel
- Durch Hohenlohe
- Von der Zugspitze bis zum Starnberger See
- Von Koblenz bis Trier
- Von Mulhouse bis Strasbourg
- Vom Schwarzwald bis zur Zugspitze
- Durch das Salzburger Land
- Durch das Frankenland
- Vom Matterhorn zum Genfersee
- Von den Alpengipfeln zur Fränkischen Schweiz
- Durch das Tessin
- Durch Südtirol
- Von Bingen nach Köln
- Vom Matterhorn ins Tessin
- Durch Baden-Württemberg
- Um den Vierwaldstättersee
- Durch Berlin und Brandenburg
- Durch das Winterparadies Vorarlberg
- Von Salzburg ins Salzkammergut
- Durch Kärnten vom Großglockner zum Wörthersee
- Von Heidelberg über den schönen Schwarzwald
- Durch Graubünden
- Durch das Urlaubsparadies Schwarzwald
- Durch das Berner Oberland
- Durch Tirol
- Von Bremen nach Helgoland
- Durch Niederösterreich und Wien
- Von Regensburg in den Bayerischen Wald
- Durch die Ostschweiz
- Durchs Tessin und Oberitalien
- Durch die Steiermark
- Vom Mont Blanc zum Matterhorn
- Von Vorarlberg ins Salzburger Land im Winter
- Durch Oberbayern vom Chiemsee zum Tegernsee